# Il potere dei soldi
Il potere dei soldi (Paranoia) è un film del 2013 diretto da Robert Luketic.
La pellicola, con protagonista Liam Hemsworth, Gary Oldman, Amber Heard ed Harrison Ford, è l'adattamento cinematografico del romanzo Paranoia di Joseph Finder, scritto nel 2004.

## Trama
Adam Cassidy è un giovane inventore di basso livello che lavora per una società gestita da Nicholas Wyatt che è tra le maggiori imprese tecnologiche del mondo. Dopo essere stato licenziato per insubordinazione dalla società per cui lavora, usa la carta di credito aziendale per pagare una serata di festa in un club in discoteca con i suoi amici/colleghi licenziati con lui. Wyatt e il suo agente, Miles Meachum, una volta scoperta la truffa, gli danno la possibilità di non essere denunciato e finire in galera per frode ed appropriazione indebita, in cambio di un incarico di spionaggio industriale sotto copertura in una società rivale.
Adam viene addestrato da Judith Bolton e si infiltra in una società gestita dall'ex mentore di Wyatt, Jock Goddard. Fornisce a Goddard, che ha rubato molte delle idee di Wyatt, un software avanzato in grado di hackerare i cellulari, con potenziali applicazioni militari. L'agente dell'FBI Gamble interroga Adam, rivelando che altri tre dipendenti di Wyatt trasferiti alla compagnia di Goddard sono stati trovati morti, ma Adam lo ignora.
Adam scopre che Emma Jennings, una donna che ha incontrato durante la festa in discoteca, è la direttrice del marketing dell'azienda di Goddard e inizia una relazione con Emma per rubare file sui prossimi progetti di Goddard. Wyatt minaccia di uccidere il padre di Adam, Frank Cassidy, se Adam non ruba un prototipo di cellulare rivoluzionario, chiamato Occura sviluppato da Goddard. Adam in seguito scopre che Meachum e Bolton lo stanno monitorando, quindi distrugge le telecamere nel suo appartamento. Per rappresaglia, Meachum investe l'amico di Adam, Kevin, con un'auto, quasi uccidendolo. Ad Adam vengono concesse 48 ore per rubare il prototipo.
Adam usa l'impronta del pollice di Emma sollevata da un cucchiaio per ottenere l'accesso di sicurezza al caveau dell'azienda ma qui viene affrontato da Goddard, che intende rilevare la compagnia di Wyatt con la prova che Adam stava agendo come spia di Wyatt. Emma allora scopre che Adam l'ha usata. Viene fissato un incontro tra Wyatt e Goddard, dove viene rivelato che Bolton ha spiato a sua volta contro Wyatt per conto di Goddard. Entrambi gli uomini parlano dei crimini che hanno commesso per sabotare le rispettive società.
Adam ha segretamente utilizzato un software per trasmettere la loro conversazione al suo complice Kevin e le registrazioni vengono consegnate all'FBI. Goddard, Wyatt, Bolton e Meachum vengono arrestati da Gamble, mentre Adam viene rilasciato per aver contribuito alle indagini dell'FBI.
Alla fine Adam apre una piccola startup a Brooklyn con Kevin e i loro amici, e si riconcilia con Emma, ringraziandola con un bacio appassionato.

## Produzione
Le riprese del film sono state effettuate tra i mesi di luglio e novembre 2012 e si sono svolte negli Stati Uniti d'America, in particolare in Pennsylvania (tra le città di Wyndmoor, Filadelfia ed Aston) e a New York.

### Cast
L'attore Kevin Spacey è stato contattato per il ruolo di Nicholas Wyatt, ma rifiutò la parte, che andò poi a Gary Oldman.

### Sceneggiatura
Tratta dall'omonimo romanzo di Joseph Finder, la sceneggiatura del film è passata attraverso le mani di due sceneggiatori prima di trovare la sua forma conclusiva. Barry Levy e Jason Dean Hall poi, hanno infatti lavorato alla sceneggiatura separatamente.

## Distribuzione
Il primo trailer del film viene diffuso online il 5 giugno 2013.
La pellicola è stata distribuita nelle sale cinematografiche statunitensi a partire dal 16 agosto 2013, mentre in quelle italiane dal 12 settembre.